# Kurt Symanzik
Kurt Symanzik (Lyck, 23 novembre 1923 – Amburgo, 25 ottobre 1983) è stato un fisico tedesco, noto per i suoi contributi alla teoria quantistica dei campi.

## Vita
Symanzik passò la sua infanzia a Königsberg. Iniziò a studiare fisica nel 1946 all'Università di Monaco ma dopo un breve periodo andò da Werner Heisenberg a Gottinga. Lì iniziò anche una fruttuosa collaborazione con Wolfhart Zimmermann e Harry Lehmann. Nel 1954 ottenne il PhD grazie alla tesi The Schwinger functional in quantum field theory (Il funzionale di Schwinger in teoria quantistica dei campi). 
Dopo aver insegnato a Princeton e al CERN ottenne la posizione di professore ordinario a New York presso l'Istituto Courant, che lasciò nel 1968 per lavorare all'elettrosincrotrone DESY di Amburgo. Symanzik morì ad Amburgo.

## Opere
Symanzik è maggiormente noto per la formula di riduzione LSZ e l'equazione di Callan-Symanzik.
I suoi primi lavori in teoria quantistica dei campi non-perturbativa insieme ad altri ricercatori in un circolo detto "Feldverein" portò a risultati ormai classici. Contribuì inoltre all'ansatz della teoria quantistica dei campi euclidea.
Dal 1970 i suoi interessi si spostarono alle teorie di gauge sul reticolo. Nel 1981 gli fu assegnata la medaglia Max Planck.